# Юзеф Сава-Цалиньский

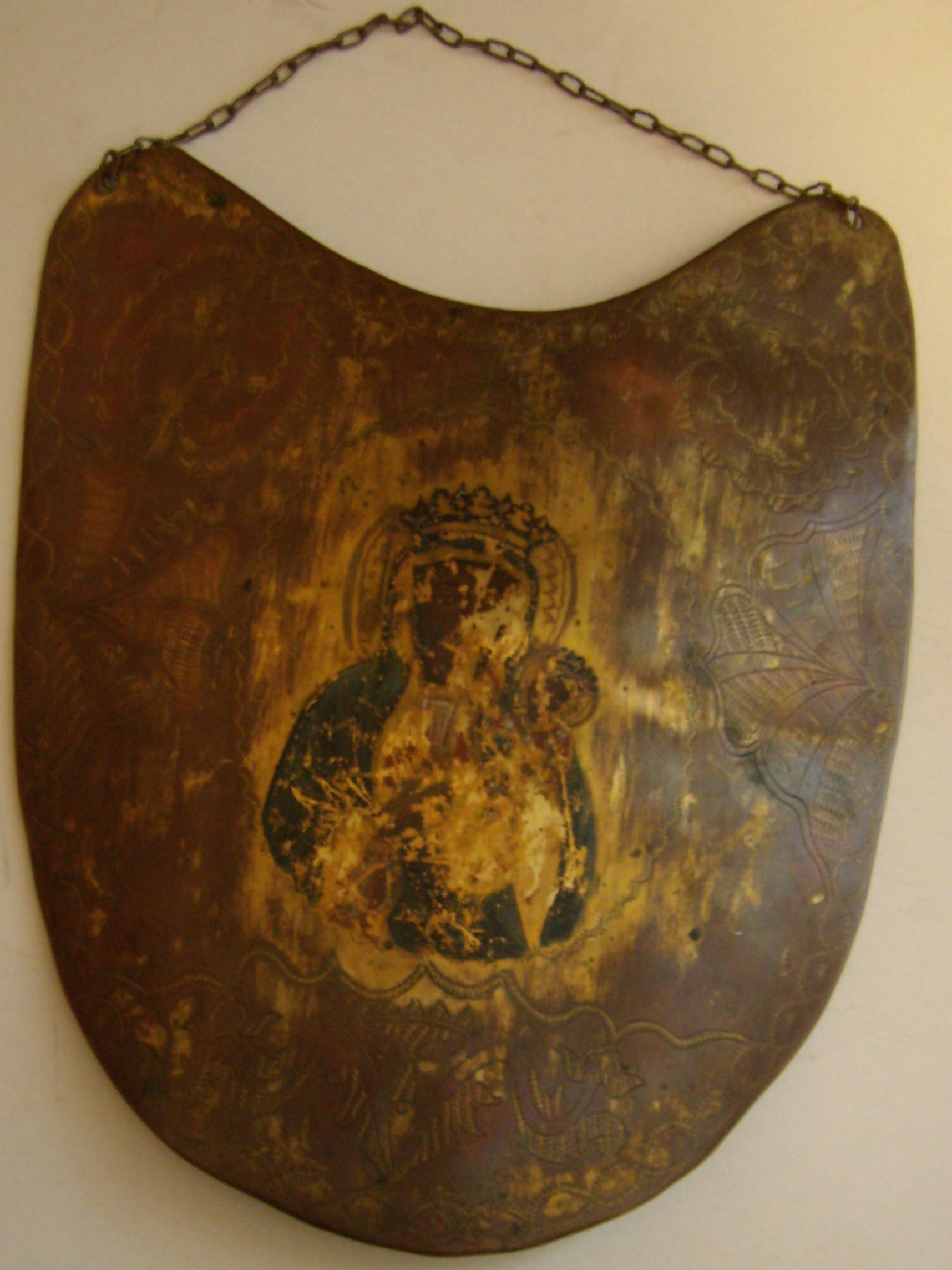
Горжет Юзефа Сави-Цалинського

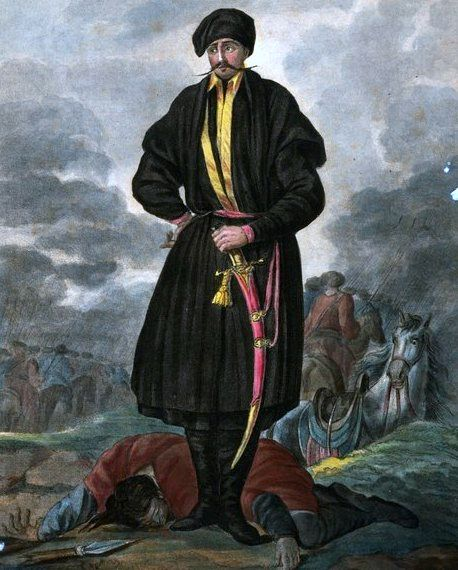
Юзеф Сава-Цалинський — імітаційний портрет (офіцер Запорозького козацтва 1720 р.)

Юзеф Сава-Цалинський (нар. близько 1736, Степашки, нині — Гайсинський район, Вінницька область — 7 або 8 травня 1771) — вишогрудський маршалок Барської конфедерації, один із командирів Барської конфедерації, герой віршів Юліуша Словацького.

## Життєпис
Виріс в північній Мазовії в землі Закрожимській. Він був сином козацького полковника Сави Чалого, командира придворних козаків гетьмана Юзефа Потоцького в Немирові (полковник Сава був командиром «Козаків міських, в службі придворній Потоцького, гетьмана»), нобілітованого за правління Августа II Фрідріха, і шляхетної жінки, невідомої за прізвищем.
На початку конфедерації він створив підрозділ з 2000 чоловік, які воювали в Мазовії, Підляшші та Помор'ї, в тому числі використовуючи як одну із своїх баз Шренський замок. Своїми сміливими діями виділявся серед шляхтичів, які у 1770 році обрали його регіментарем у Плоцьку, а потім маршалком Вишогрода. Відомими солдатами Юзефа Сави-Цаліньського були: Антоній Мадалінський та Ян Кузьма. Маршалок брест литовської конфедерації барської, староста ляховіцьський Онуфрій Гнівомір Беклевський в деякий час об'єднав свій відділ з відділом Яна Сави-Цалінського.
26 квітня 1771 року в оточенні росіян біля Шренська він під час боїв був важко поранений. Вивезений товаришами з поля бою і переховувався у лісі, наступного дня його захопили росіяни. Перевезли спочатку до Пшасниша, потім до Варшави, де він зірвав пов'язки і він помер від втрати крові. Деякі джерела стверджують, що Сава помер у Пшасниші разом з Анджеєм Кітовичем. За словами Анджея Кітовича, «його поховали в полі під фігурою без жодного церковного обряду в Пшасниші». Після його смерті Юзеф Чахоровський прийняв командування.

## Упоминання
Герой літературних творів — віршів: «Беньовський» і «Срібний сон Саломеї» Юліуша Словацького; у романі: «Пам'ятки Яна Северина Сопліки, чесника парнявського» (1839) Генріка Жевуського «Пам'ятки Яна Северина Сопліки, чесника парнявського»; у піснях (у тому числі «Пісня про Древича») та думах («Дума про Саву», записану Оскаром Кольбергом).
9 листопада 2017 року на честь Юзефа Сави-Цалиньского в межах дільниці Беляни у Варшаві названа вулиця. Попередня назва — вулиця Антонія Парола. Також названі вулиці у Кракові.

## Галерея

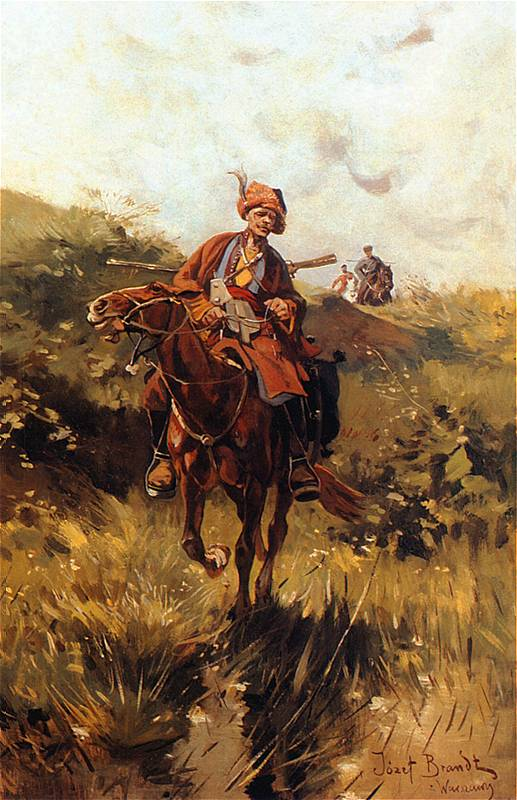
Юзеф Брандт Козак на коні (полотно, олія, близько 1910 р.)
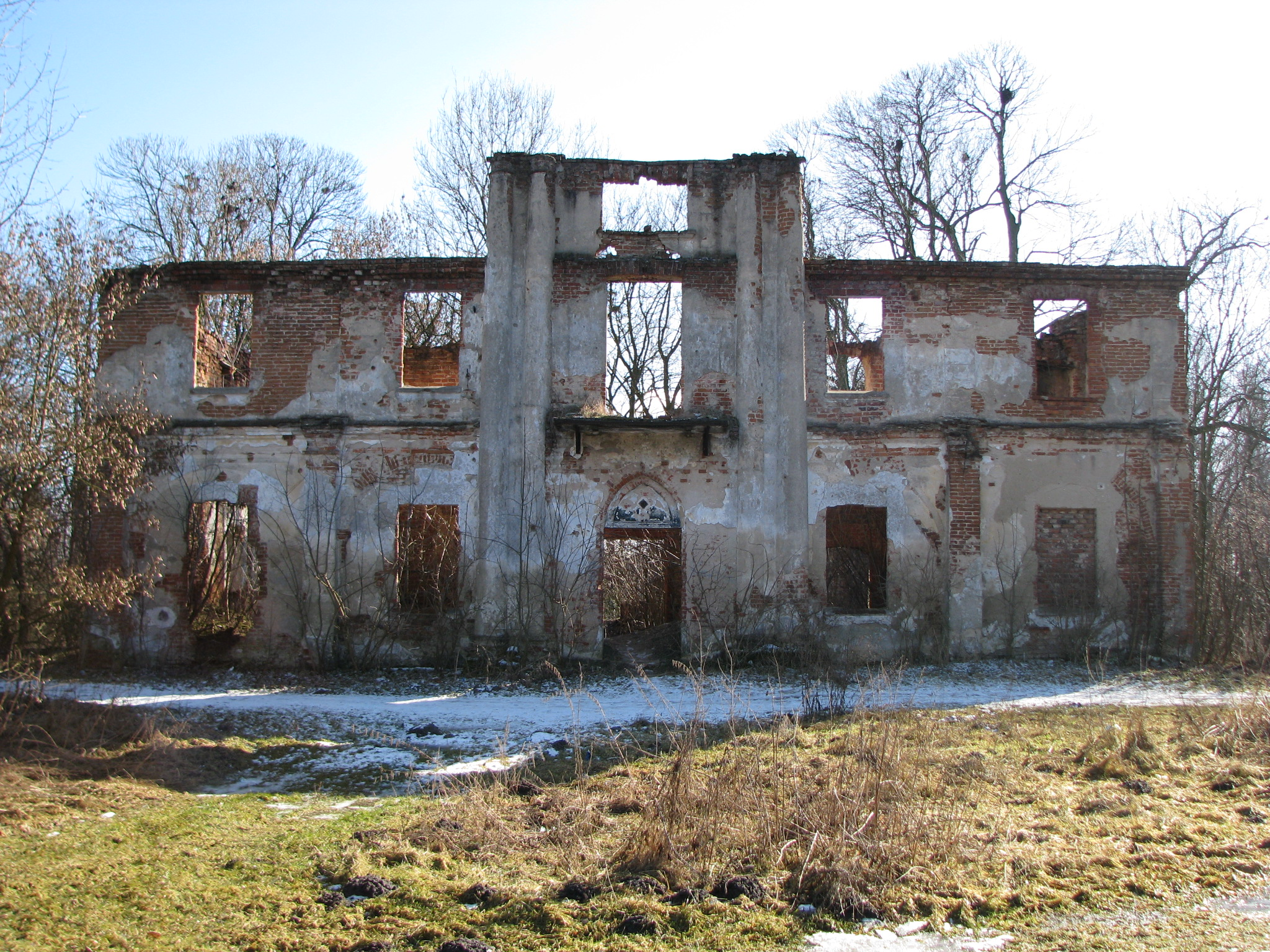
Руїни класичного палацу в Шренську, перебудованого близько 1800 року